# Cosfimetro
Il cosfimetro, detto anche fasometro, è uno strumento per la misura dell'angolo di ritardo/anticipo che esiste tra la tensione, ai capi di un circuito, e la corrente che transita in quel medesimo circuito. L'unità di misura di tale strumento è un numero puro, e allora siamo di fronte a un cosfimetro, oppure il suo equivalente in angoli, e allora abbiamo di fronte un fasometro. Visto che il valore più comunemente misurato è intorno a 1 (cosfimetro) o intorno al suo equivalente in angolo che è 0° (fasometro) questo strumento ha, di solito, questi valori al centro della scala. Non è raro trovare uno strumento dove sono riportate entrambe le scale, una al di sotto dell'arco creato dall'indice e l'altra al di sopra di detto arco.
Il fasometro è, insieme al voltmetro, amperometro, wattmetro, varmetro, frequenzimetro, ecc. uno strumento per misurare le grandezze elettriche.
Come per altri strumenti, i parametri fondamentali di un fasometro sono tre (vedi Strumenti di misura per grandezze elettriche):
- la classe di precisione (o classe),
- la portata,
- la risoluzione.

Un altro parametro non meno importante è la tensione di isolamento. 

Il fasometro è uno strumento utilizzabile solo nei circuiti elettrici a corrente alternata sinusoidale. Nei circuiti in corrente continua non esiste nessun sfasamento tra tensione e corrente che transita nel circuito.
Esistono tre tipi diversi di fasometro:
- fasometro monofase
- fasometro trifase per circuiti simmetrici ed equilibrati
- fasometro trifase per circuiti simmetrici e squilibrati

## Fasometro monofase
Come è facile intuire il fasometro monofase serve per poter misurare l'angolo di ritardo/anticipo in un circuito monofase. I fasometri sono degli strumenti il cui principio di funzionamento li fa appartenere alla categoria degli strumenti elettrodinamici (vedi Strumenti di misura per grandezze elettriche) anche se rispetto a loro non hanno molle antagoniste o dispositivi con identico scopo. Quando lo strumento non è alimentato (cioè è a riposo) l'equipaggio mobile si trova in uno stato di equilibrio indifferente. Quando lo strumento viene alimentato l'equipaggio mobile assume una posizione ben precisa dipendente solamente dal fattore di potenza del circuito medesimo.
Vediamo più in dettaglio il principio di funzionamento di questo strumento, visto che differisce in alcuni particolari dagli strumenti elettrodinamici a cui appartiene. Il fasometro possiede un equipaggio fisso che è composto da due bobine identiche separate tra di loro e da un equipaggio mobile anch'esso composto da due bobine identiche sfalsate di un angolo retto e il tutto è rigidamente collegato all'asse dello strumento. Una delle due bobine dell'equipaggio mobile è collegata in serie a una resistenza molto elevata in modo che l'induttanza della bobina medesima possa essere trascurata. L'altra bobina dell'equipaggio mobile è collegata in serie a una induttanza molto elevata in modo che la resistenza della bobina medesima possa essere trascurata. Dobbiamo precisare che le due reattanze delle due bobine dell'equipaggio mobile sono, nonostante la prima sia resistiva e la seconda sia induttiva, numericamente identiche in modo da creare due correnti di identico valore, ma sfalsate tra di loro di 90° elettrici. Questi due circuiti sono collegati in parallelo tra di loro, in modo da avere una sola entrata e una sola uscita per quanto riguarda il circuito voltmetrico.
Le due bobine dell'equipaggio fisso sono attraversate dalla corrente del circuito. Le due bobine dell'equipaggio mobile sono alimentate dalla tensione del circuito elettrico. Visto che questo strumento non possiede molle antagoniste la corrente nelle due bobine dell'equipaggio mobile viene trasportata attraverso delle spirali con una reazione elastica trascurabile. Senza entrare troppo nei dettagli, è possibile dimostrare che sulle bobine dell'equipaggio mobile si viene a creare una coppia dipendente dall'angolo meccanico che l'equipaggio mobile possiede in quel momento. Tale coppia si riduce a zero quando l'angolo elettrico del circuito eguaglia l'angolo meccanico posseduto dall'equipaggio mobile. Ovviamente c'è la necessità di uno smorzatore che riduca il più possibile le oscillazioni dell'equipaggio mobile collegato all'indice.
Possiamo concludere che l'indice del fasometro assume, di volta in volta, quella posizione di equilibrio stabile che corrisponde esattamente all'angolo di sfasamento (in ritardo/anticipo) che esiste tra la tensione e la corrente del nostro circuito dove è stato precedentemente inserito. La scala dello strumento può essere graduata in angoli di ritardo/anticipo o nei corrispondenti valori del fattore di potenza. Dobbiamo precisare che in uno strumento così congegnato l'indicazione è dipendente dalla frequenza del circuito medesimo, per cui può funzionare correttamente solo alla frequenza di taratura. In alcuni strumenti si può, inserendo/disinserendo una resistenza supplementare alla resistenza della bobina mobile, fare in modo che il fasometro possa misurare, con una buona precisione, e con una segnatura empirica, anche sfasamenti su circuiti a frequenze differenti rispetto a quella di taratura.
Esternamente lo strumento ha quattro morsetti, due servono per alimentare l'equipaggio fisso e gli altri due servono per alimentare l'equipaggio mobile. Questi quattro morsetti sono contrassegnati in modo da avere due morsetti in ingresso e  due morsetti in uscita. Riepilogando abbiamo un morsetto di ingresso amperometrico (equipaggio fisso) e un morsetto di uscita amperometrico (equipaggio fisso); un morsetto di ingresso voltmetrico (equipaggio mobile) e un morsetto di uscita voltmetrico (equipaggio mobile). Se, inserendo in nostro strumento nel circuito da esaminare, invertiamo distrattamente l'ingresso con l'uscita dei due circuiti introduciamo, nella misurazione data dall'indice dello strumento un errore supplementare dovuto all'attrazione elettrostatica reciproca delle bobine. Un'altra fonte di possibile errore è data dal campo magnetico terrestre, per poter minimizzare tale influenza lo strumento viene costruiti sotto forma di strumento ferrodinamico. Comunque questi strumenti hanno lo scopo di dare un'indicazione di massima e perciò non sono mai molto precisi, cioè la classe è in genere abbastanza grande.
Un'altra cosa importante da tener presente è la portata amperometrica del circuito amperometrico e la portata voltmetrica del corrispondente circuito voltmetrico. Se una di queste due grandezze elettriche supera la portata corrispondente lo strumento si guasterà, visto che le bobine verranno attraversate da una corrente superiore a quella prevista dal suo costruttore, senza che l'indice dia segni particolari di "sofferenza". In questi casi si usa comunemente dire che lo strumento "muore in silenzio".

## Fasometro trifase per circuiti simmetrici e equilibrati
Dobbiamo prima premettere che nel caso di circuiti simmetrici ed equilibrati l'angolo di sfasamento tra la tensione e la sua corrispondente corrente è identico per tutti e tre le tensioni. Da ciò possiamo dedurre che basta misurare uno solo degli angoli che abbiamo il valore che stiamo cercando.
Andiamo ad analizzare tutti i casi possibili.
- Circuito simmetrico trifase e neutro (nelle tensioni) ed equilibrato (nelle correnti).

In questo caso, dopo questa premessa possiamo dire che se il nostro circuito è un circuito trifase con neutro possiamo utilizzare un "fasometro monofase" con l'amperometrica su una fase e la voltmetrica tra la medesima fase e il neutro.
- Circuito simmetrico trifase senza neutro (nelle tensioni) ed equilibrato (nelle correnti).

In questo caso possiamo avere tre casi distinti.
A) Basta creare un centro-stella artificiale e ora siamo nuovamente nel caso precedente.

B) Esiste uno strumento costruttivamente molto simile al precedente da poter utilizzare. Andiamolo a illustrare.
Questo strumento, come il precedente, appartiene alla categoria degli strumenti elettrodinamici (vedi Strumenti di misura per grandezze elettriche) anche se rispetto a loro non ha molle antagoniste o dispositivi con identico scopo. Quando lo strumento non è alimentato (cioè è a riposo) l'equipaggio mobile si trova in uno stato di equilibrio indifferente. Quando lo strumento viene alimentato l'equipaggio mobile assume una posizione ben precisa dipendente solamente dal fattore di potenza del circuito medesimo.
La grande differenza di questo strumento rispetto a un fasometro monofase consiste che collegate in serie alle due bobine ha due resistenze identiche. In questi strumenti non è più necessario creare in modo artificiale uno sfasamento nelle correnti che vi circolano, a questo scopo viene utilizzato lo sfasamento regolare tra le varie tensioni del circuito trifase.
A differenza dei fasometri monofasi i fasometri trifasi per circuiti simmetrici ed equilibrati sono abbastanza insensibili alla variazione di frequenza per un ampio intervallo di frequenza. Esternamente lo strumento ha cinque morsetti, due servono per alimentare l'equipaggio fisso e gli altri tre servono per alimentare l'equipaggio mobile. Questi cinque morsetti sono contrassegnati in modo da avere due morsetti in ingresso e tre morsetti in uscita. Riepilogando abbiamo un morsetto di ingresso amperometrico (equipaggio fisso) e un morsetto di uscita amperometrico (equipaggio fisso); un morsetto di ingresso voltmetrico (equipaggi mobile) e due morsetti di uscita voltmetrici (equipaggi mobile). Riassumendo avrò l'ingresso dell'amperometrica nel filo contrassegnato con 1 e la sua uscita nel filo contrassegnato con 1. Per i due circuiti voltmetrici avrò l'ingresso comune collegato al filo contrassegnato con 1, una delle due uscite collegata al filo contrassegnato con 2 e la seconda delle due uscite collegate al filo contrassegnato con 3. 
Lo strumento ha la necessità di una taratura empirica.
C) Possiamo utilizzare anche un "fasometro trifase per circuiti simmetrici e squilibrati" (vedi sotto).

## Fasometro trifase per circuiti simmetrici e squilibrati
Questo strumento, come i due precedenti, appartiene alla categoria degli strumenti elettrodinamici (vedi Strumenti di misura per grandezze elettriche) anche se rispetto a loro non ha molle antagoniste o dispositivi con identico scopo. Quando lo strumento non è alimentato (cioè è a riposo) l'equipaggio mobile si trova in uno stato di equilibrio indifferente. Quando lo strumento viene alimentato l'equipaggio mobile assume una posizione ben precisa dipendente solamente dal fattore di potenza del circuito medesimo.
A differenza dei "fasometri trifasi per circuiti simmetrici e equilibrati", questi tipi di strumenti vanno a misurare lo sfasamento complessivo del sistema. Se abbiamo bisogno di conoscere i tre singoli sfasamenti tra le tre tensioni e le rispettive tre correnti dobbiamo utilizzare tre "fasometri monofasi" inseriti tra una fase e il centro stella, se esistente, oppure creare un centro-stella appositamente, se non esistente. In questo modo divido in circuito trifase squilibrato in tre circuiti monofasi, e per ognuno vado a misurare il singolo sfasamento.
Nel caso non mi interessi conoscere i singoli sfasamenti, ma voglia conoscere lo sfasamento complessivo del sistema posso utilizzare un "fasometro trifase per circuiti simmetrici e squilibrati". Andiamolo a illustrare.
Questo strumento ha tre bobine amperometriche fisse disposte a 120° meccanici l'una con l'altra (disposizione a triangolo). In alcuni strumenti le bobine amperometriche sono sei. Sono due in serie per ogni fase, sempre disposte a 120° meccanici, in modo da lasciare al centro uno spazio per far ruotare un perno (disposizione a stella). Al centro di questa disposizione ci sono tre bobine voltmetriche disposte anche loro a 120° meccanici (disposizione a stella). Sono fissate tra di loro e al perno dell'asse di rotazione dell'indice dello strumento e collegate elettricamente fra di loro in modo da avere un circuito elettrico a stella.
Questo fasometro, per funzionare, si basa sul principio dei campi rotanti equivalersi. Per cui abbiamo un campo rotante generato delle bobine fisse che interagisce con il campo rotante generato dalle bobine mobili. Dobbiamo fare una precisazione, visto che il carico è squilibrato nelle bobine fisse si genererà un campo rotante che è la somma di due campi rotanti. Il primo è il campo rotante medio del sistema (quello che a noi interessa) più un campo rotante inverso a una frequenza doppia con coppia a valore medio nullo che non altera minimamente la posizione di equilibrio dello strumento. Se gli assi di questi due campi rotanti (quello generato dalle bobine fisse e quello generato dalle bobine mobili) sono sfasati tra di loro si genera una coppia sulle bobine mobili (si genera anche sulle bobine fisse, ma loro sono fisse) che fa ruotare le bobine (e di conseguenza anche il nostro indicatore) fino a trovare la posizione di equilibrio dove i due campi rotanti sono allineati.
Questa posizione dipende solamente dallo sfasamento esistente tra le tensioni e le corrispondenti correnti, cioè dipende dal fattore di potenza (cos φ) del sistema in esame. È fondamentale, per poter utilizzare in modo corretto questo strumento, conoscere precedentemente l'ordine di successione ciclica delle fasi (vedi sequenzioscopio).